# 대서문
대서문(大西門)은 북한산성에 있는 성문이다. 조선 시대 단위로 높이 11척, 넓이 13척이며, 홍예문으로 만들었다.
북한산성에는 6개의 대문과 7개 암문 1개 수문이 설치되었는데, 그 중 대동문(현 대성문) 다음으로 규모가 큰 문이 대서문이다. 대서문은 의상봉과 수문 사이에 위치해 있으며, 성내부로 통하는 주 출입구로 사용되고 있다. ‘북한지’에 의하면 문은 홍예(虹蜺)로 만들어졌고, 초루가 설치되었다. 현재 성문의 육축부는 폭 19m, 높이 6m, 문지폭 7.9m이다. 타원형 홍예 출입구는 높이 4m, 폭 3.3m이다. 홍예 양쪽에는 문루의 배수시설로 짐승의 얼굴을 형상화한 누혈을 하나씩 설치하였다. 문의 바깥쪽 홍예 안쪽에는 문비를 달았던 원형의 돌확구멍과 장군목을 건너질렀던 방형 구멍이 남아있다. 육축은 3단의 기초석을 쌓아 평지를 조성한 후 8단을 석축하였으며, 그 위로 미석을 한줄로 놓고 여장을 설치하였다. 여장은 하나의 화강암을 깍아서 만들었으며, 그 가운데 20×30cm의 총안이 하나씩 뚫려있다. 육축부의 서쪽에는 성벽을 약간 밖으로 내어 쌓았다. 현재의 문루는 1950년대에 복원된 것이다.

## 현지 안내문
북한산성의 정문으로, 성문 16곳 중에서 가장 낮은 지점에 위치한다. 1712년(숙종 38년) 숙종이 북한산성에 행차했을 때, 이 대서문을 통해 성내로 들어갔다. 과거 성내에 마을이 있었을 당시엔 주민들이 대대로 이용했던 성문이기도 하다. 지금의 문루는 1958년에 복원한 것으로 북한산성 문루 중에서 가장 오래되었다. 문루의 형식은 우진각지붕으로 문루의 일반적인 지붕 형태를 따르고 있다. 관영 건물이므로 지붕의 용마루와 추녀마루를 강회로 마감하였다. 누각에 '북한산성 대서문 중수기'가 결려 있어 중수 내역을 전해 준다. 문루의 배수시설로 용머리 모양의 누혈(漏穴:물이 흘러내리도록 구멍을 뚫은 돌)을 성문 앞뒤로 두었다. 성 밖을 바라보는 용은 입을 벌려 누혈의 구실을 제대로 하게 하였으나, 성문 안쪽에 있는 용은 입을 다물고 있어 장식용으로 설치했음을 알 수 있다.
문루 정면에는 여장을 설치하였는데, 한 장의 화강암으로 만든 점이 특징적이다. 북한산성의 대문 6곳 모두에는 이런 독특한 형식의 여장이 올려져 있다.
이 대서문을 통과하여 중성문을 거쳐 대남문에 이르는 길은 북한산성의 주요 간선도로였는데, 이 대문 3 곳을 맡아서 수비·관리하였던 군부대는 이영청 유영이었다.